# Akita
För andra betydelser, se Akita (olika betydelser).
Akita (japanska: 秋田市?, Akita-shi) är en stad i regionen Tohoku på den nordvästra delen av ön Honshu i Japan. Den är administrativ huvudort för prefekturen Akita och har cirka 315 000 invånare. Staden är belägen vid Omonoflodens mynning mot Japanska havet och är en hamnstad med utskeppning av bland annat ris. Här finns också olje- och kemikalieindustri. Akita fick stadsrättigheter den 1 april 1889, och har sedan 1997 status som kärnstad (japanska: 中核市?, Chūkakushi) enligt lagen om lokalt självstyre.
1949 fick staden ett universitet. och staden utökades 11 januari 2005 med kommunerna Kawabe och Yuwa. 
Akita har direkt tågförbindelse till Tokyo genom järnvägslinjen Akita Shinkansen.

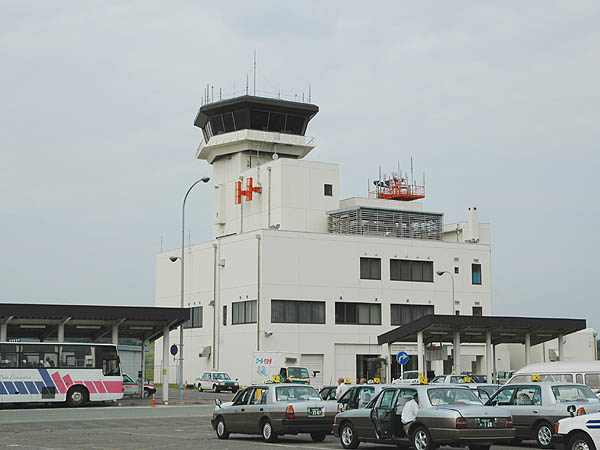
Akita flygplats.